# Дахштайн
Дахштайн (нім. Hoher Dachstein) — карстовий гірський масив, друга за висотою гора в Північних Вапнякових Альпах. Є високогірним плато, розташованим на території австрійських земель Верхня Австрія, Штирія і Зальцбург, через що його називають «Гора трьох земель» (Drei-Länder-Berg).
Масив Дахштайн має розміри 20×30 км, близько десяти піків мають висоту вище 2500 м, найвищі розташовані у південній і південно-західній частині плато. З півночі масив покритий льодовиками, що спускаються з нього, над якими видно гірські вершини, а з півдня гора практично вертикально обривається в долину.
Завдяки своєму винятковому ландшафту в 1997 році гора Дахштайн разом із містечком Гальштат увійшли до списку Світової спадщини ЮНЕСКО.

## Геологія
Масив Дахштайн в основному складається з вапняку, що утворився в тріасовий період. Як будь-який карстовий район, Дахштайн пронизаний великим числом печер. Тут розташовані найбільші печери Австрії, такі як Маммутхеле (Mammuthhöhle) і Гірлацхеле (Hirlatzhöhle), а також популярна серед туристів Айсризенхеле (Eisriesenhöhle). Дахштайн також відомий своїми скам'янілостями.
Для Північних Вапнякових Альп зледеніння нехарактерні, тому великі льодовики, розташовані на Дахштайні, — льодовик Гальштат (Hallstätter Gletscher), Великий Гозау (Großer Gosaugletscher) і льодовик Шладмінг Schladminger Gletscher, є найпівнічнішими і найсхіднішими льодовиками в Альпах. Нині льодовики швидко відступають і можуть зовсім зникнути через 80 років. Льодовик Гальштат тільки за 2003 рік відступив на 20 м.

## Скелелазіння
Вершина масиву була уперше підкорена в 1832 році Петром Гаррмайром за маршрутом через льодовик Гозау. Через два роки на вершині був поставлений дерев'яний хрест. У зимовий період вершину першим підкорив Фрідріх Сімоні 14 січня 1847 року. Південна стіна була уперше пройдена 22 вересня 1909 року.
Будучи найвищою точкою двох земель, вершина Дахштайн являє інтерес для туристів і в літню, і в зимову пору року. За гарної погоди до 100 скелелазів можуть одночасно намагатися забратися на вершину.
Недалеко від міста Гальштат, що лежить біля підніжжя гори Дахштайн, працює фунікулер, на якому туристи можуть піднятися до вершини і насолодитися чудовими краєвидами. Також можна відвідати дві печери: Крижану печеру і печеру Мамонта.

## Примітки

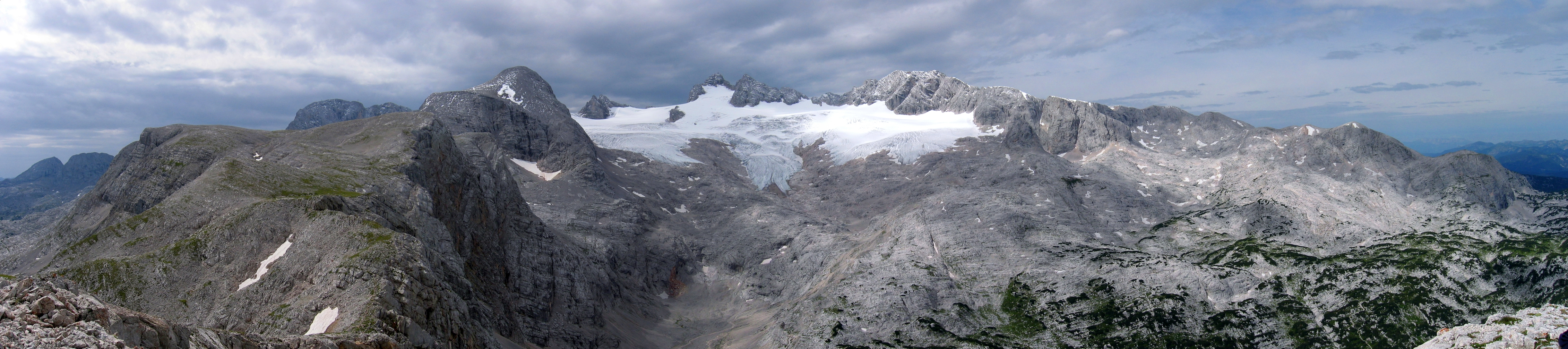
Панорама масиву Дахштайн

## Ресурси Інтернету
- Вікісховище має мультимедійні дані за темою: Дахштайн
- Офіційний сайт  [Архівовано 16 березня 2015 у Wayback Machine.](нім.)(англ.)
- - salzkammergut.com/en/ Дахштайн на офіційному сайті Зальцкаммергута (нім.)(англ.)[недоступне посилання з липня 2019]
- Дахштайн на сайті SummitPost.org [Архівовано 9 січня 2009 у Wayback Machine.](англ.)
- Гірськолижний курорт Dachstein West [Архівовано 12 червня 2008 у Wayback Machine.](нім.)
- Ice Palace.html Льодовий палац Дахштайну (нім.)(англ.)[недоступне посилання з липня 2019]
- Печера Мамонта(англ.)